# Phường 7, Gò Vấp
Phường 7 là một phường thuộc quận Gò Vấp, Thành phố Hồ Chí Minh, Việt Nam.
Phường 7 có diện tích 0,97 km², dân số năm 2021 là 32.270 người,  mật độ dân số đạt 33.268 người/km².